# نیترا
نیترا (به لاتین: Nitria) با جمعیت ۸۴٬۸۰۰ در منطقه نیترا، اسلواکی واقع شده‌است.